# Municipio de Lincoln (condado de Johnson)
El municipio de Lincoln (en inglés: Lincoln Township) es un municipio ubicado en el condado de Johnson en el estado estadounidense de Iowa. En el año 2010 tenía una población de 205 habitantes y una densidad poblacional de 3,23 personas por km².

## Geografía
El municipio de Lincoln se encuentra ubicado en las coordenadas 41°33′17″N 91°24′21″O / 41.55472, -91.40583. Según la Oficina del Censo de los Estados Unidos, el municipio tiene una superficie total de 63.5 km², de la cual 63,5 km² corresponden a tierra firme y (0 %) 0 km² es agua.

## Demografía
Según el censo de 2010, había 205 personas residiendo en el municipio de Lincoln. La densidad de población era de 3,23 hab./km². De los 205 habitantes, el municipio de Lincoln estaba compuesto por el 96,59 % blancos, el 0,49 % eran afroamericanos, el 2,44 % eran de otras razas y el 0,49 % eran de una mezcla de razas. Del total de la población el 5,37 % eran hispanos o latinos de cualquier raza.